# KK Ibar Rožaje
El KK Ibar Rožaje (Cirílico: КК Ибар Рожайе) es un club de baloncesto profesional de la ciudad de Rožaje, que milita en la Erste Liga, la máxima categoría del baloncesto montenegrino. Disputa sus partidos en el Sports Center Bandžovo Brdo, con capacidad para 2500 espectadores.

## Historia
KK Ibar fue fundado en 1981 por Faruk Tabakovic y Faruk Kalic en Rožaje, antigua República Federativa Socialista de Yugoslavia. El club no tiene grandes éxitos en su historia. El mayor éxito del equipo es el título de la Prva B en 2012 y llegar a los cuartos de final de la Copa de baloncesto de Montenegro ese mismo año.

## Patrocinadores
| Patrocinador de la Camiseta | ALDI   |
| Emisora Oficial             | TV APR |

## Posiciones en liga
|  | - 2010: 8º-(1B) - 2011: 4º-(1B) - 2012: 1º-(1B) - 2013: 8º-(1A) | - 2014: 7º - 2015: 5º - 2016: 6º |

## Palmarés
- Campeón de la Prva B

2012

## Polideportivo
Sports Center Rožaje (Bosnio/ Montenegrino: centar Sportski Rožaje) es un polideportivo situado en Rožaje, Montenegro. El polideportivo está situado en Bandžovo Brdo, al lado del principal estadio de fútbol de la ciudad. La construcción de este complejo deportivo se inició en 2006. El director es Resid Pepic. El complejo fue creado por la decisión de la Asamblea Municipal de Rožaje n.º 1383 del 10 de julio de 2006. La principal actividad del complejo es la gestión y mantenimiento de las instalaciones deportivas, así como:
- Prestación de servicios en las canchas de deportes y recreación
- Provisión de competiciones deportivas para la organización de eventos deportivos y entrenamientos
- Prestación de servicios a los ciudadanos y colectivos que trabajan en actividades deportivas y recreativas
- Organización de eventos deportivos, culturales y públicos

La pista principal se construyó para varios deportes, tales como:
- Baloncesto
- Balonmano
- Fútbol Sala
- Tenis de mesa
- Pistas cubiertas de tenis
- Voleibol
- Y otros

## Jugadores destacados
| - Sead Hadzifejzovic - Aldin Klinac - Živojin Grubović - Amin Hott - Armin Kalić - Dragomir Marojević - Vladimir Čuljković - Ivan Demcesen - Dimitrije Djurovic - Aleksandar Jovanović | - Asmir Numanović - Goran Oluić - Aleksandar Rac - Aleksandar Radulović - Filip Simić - Nemanja Simović - John Clark (baloncestista nacido en 1989) - Jawan Davis - Spencer Dixon - Waylon Jones (baloncestista nacido en 1989) | - Brandon Roberson - Jabyron Wilson - Vladan Đoković - Mladen Loncarevic - Filip Samojlovic - Joel McIntosh |